# Кларкдейл (Арканзас)
Кларкдейл (англ. Clarkedale) — місто (англ. city) в США, в окрузі Кріттенден штату Арканзас. Населення — 336 осіб (2020).

## Географія
Кларкдейл розташований за координатами 35°17′50″ пн. ш. 90°12′38″ зх. д. / 35.29722° пн. ш. 90.21056° зх. д. (35.297316, -90.210435).  За даними Бюро перепису населення США в 2010 році місто мало площу 30,98 км², уся площа — суходіл.

## Демографія
Згідно з переписом 2010 року, у місті мешкала 371 особа в 126 домогосподарствах у складі 111 родини. Густота населення становила 12 особи/км².  Було 137 помешкань (4/км²). 
Расовий склад населення:
| - 83,3 % — білих - 13,5 % — чорних або афроамериканців - 0,8 % — корінних американців - 0,3 % — азіатів - 1,1 % — осіб інших рас |

До двох чи більше рас належало 1,1 %. Іспаномовні складали 3,2 % від усіх жителів.
За віковим діапазоном населення розподілялося таким чином: 29,6 % — особи молодші 18 років, 62,3 % — особи у віці 18—64 років, 8,1 % — особи у віці 65 років та старші. Медіана віку мешканця становила 38,7 року. На 100 осіб жіночої статі у місті припадало 95,3 чоловіків;  на 100 жінок у віці від 18 років та старших — 89,1 чоловіків також старших 18 років.
Середній дохід на одне домашнє господарство  становив 99 489 доларів США (медіана — 84 712), а середній дохід на одну сім'ю — 109 062 долари (медіана — 95 625). Медіана доходів становила 75 455 доларів для чоловіків та 50 625 доларів для жінок. 
Цивільне працевлаштоване населення становило 224 особи. Основні галузі зайнятості: освіта, охорона здоров'я та соціальна допомога — 32,1 %, транспорт — 20,1 %, сільське господарство, лісництво, риболовля — 10,3 %, виробництво — 7,6 %.